# چوکوتین
چوکوتین (به صربی: Čokotin) یک روستا در صربستان است که در مدوجا واقع شده است. چوکوتین ۵۶ نفر جمعیت دارد.